# Bahman Golbarnezhad
Bahman Golbarnezhad (persisch بهمن گلبارنژاد, DMG Bahman-e Golbārnežād; * 12. Juni 1968 in Abadan; † 17. September 2016 in Rio de Janeiro) war ein körperbehinderter iranischer Sportler, der als Gewichtheber und Radsportler aktiv war. Im Radsport startete er in der Klasse C4.
Bahman Golbarnezhad wurde in Abadan geboren. Als die Stadt im Irak-Iran-Krieg zur Frontstadt wurde, verließ er seinen Geburtsort und floh nach Schiras. Er wurde als Soldat eingezogen; während eines Patrouillengangs im Jahr 1988 trat er auf eine Landmine und verlor seinen linken Unterschenkel.
Seine sportliche Laufbahn begann Golbarnezhad zunächst als Ringer, dann wurde er Gewichtheber. Als solcher gewann er zwölf Goldmedaillen und eine Silbermedaille bei verschiedenen Wettbewerben. Wegen einer Schulterverletzung musste er das Gewichtheben aufgeben, und er wechselte 2006 zum Radsport.
Im Dezember 2010 konnte er sich bei den in der chinesischen Stadt Guangzhou ausgetragenen Para-Asienspielen die Bronzemedaille im Straßenrennen der Klasse C4–5 sichern. 2012 qualifizierte sich Golbarnezhad für die Paralympics in London. Zwei Jahre später starb seine Frau an Krebs.
Vier Jahre später, bei den Paralympics in Rio de Janeiro, wollte Golbarnezhad, einziger iranischer Radsportler bei diesen Spielen, endlich eine Medaille als Radsportler erringen und sie seiner Frau widmen. Im Einzelzeitfahren auf der Straße belegte er allerdings nur den 14. und letzten Platz. Am 17. September 2016 startete der Sportler im Straßenrennen der Klassen C4–5. Während des Rennens stürzte er, prallte mit dem Kopf an einen Felsen und erlitt dabei schwere Verletzungen. Auf dem Weg ins Krankenhaus hatte er einen Herzstillstand und starb nach der Einlieferung.
Bei der Abschlussfeier gab es eine Gedenkminute für ihn. Es war der erste Todesfall in der Geschichte der Paralympics. Die iranische Flagge im olympischen Dorf wurde auf halbmast gesetzt. Das iranische Sitzvolleyballteam widmete ihm seine Goldmedaille.
Golbarnezhad hinterlässt zwei Söhne, von denen einer in Europa lebt.

## Platzierungen
2012
- Sommer-Paralympics in London
  - Straßenrennen: DNF, Einzelzeitfahren: Platz 18

2016
- Sommer-Paralympics in Rio de Janeiro
  - Einzelzeitfahren: Platz 14